# Кауров, Пётр Алексеевич
Пётр Алексе́евич Кау́ров (30 января 1952, Садовая, Брянская область — 6 декабря 2000, Муром, Владимирская область) — мэр города Мурома (1991—2000).

## Биография
Родился 30 января 1952 года в деревне Садовая (ныне — в Суражском районе Брянской области). В 1969 году начал свой трудовой путь учеником электромонтёра.
С 1971 по 1973 годы проходил службу в Советской Армии. В 1978 году окончил Белорусский институт инженеров железнодорожного транспорта по специальности промышленное и гражданское строительство.
Работал мастером стройучастка на Горьковской железной дороге, с 1979 года был мастером стройучастка, прорабом, главным инженером СМП-626 на станции Муром. С октября 1983 по август 1985 годов работал инструктором, а затем до 1988 года заведующим отделом строительства и городского хозяйства горкома КПСС.
С ноября 1988 по апрель 1990 года — начальник строительного управления № 16 треста «Муромстрой». С лета 1991 года — исполняющий обязанности председателя горисполкома, а 3 декабря 1991 года назначен главой администрации города Мурома. Вложил большие усилия в создание в Муроме системы местного самоуправления и развитие современного города. На следующий срок был избран уже всенародно.
В 1994 году в рамках российско-американской программы по информационному обмену побывал в США, где прошел бизнес-стажировку.
За девять лет возглавления городской администрации, ввёл в строй немало архитектурных сооружений и объектов социально-культурной сферы — памятник Илье Муромцу, новый мост на улице Куликова, средняя школа № 8 и др.
Был убит выстрелом в голову в ночь с 5 на 6 декабря 2000 года у гаража, близ своего дома.
В 2013 году Каурову посмертно присвоено звание «Почётный гражданин Мурома».

### Семья
- Жена — Мария Филипповна (в девичестве Ракицкая)
  - Сын — Алексей, работает экономистом-менеджером[2]
  - Сын — Евгений, закончил Владимирский юридический институт, работает юристом[7]
  - Дочь — Елизавета
- Племянник — Виктор Романович Кауров, экс-мэр города Коврова[8]

## Память
Музей П. А. Каурова создан в школе № 8 Мурома.